# Zurchaneh
Zurchaneh oder Surchāneh (englisch transliteriert Zurkhaneh, persisch زور خانه Zurchāne, ‚Krafthaus‘, ‚Haus der Stärke‘, von zūr „Kraft“) ist ein Fitness- oder Kraftraum, der in Aserbaidschan, Iran, im Irak, in der Türkei, in Afghanistan und benachbarten Ländern verbreitet ist, in dem die traditionellen iranischen Kraftsportarten Varzesch-e bāstāni praktiziert werden.

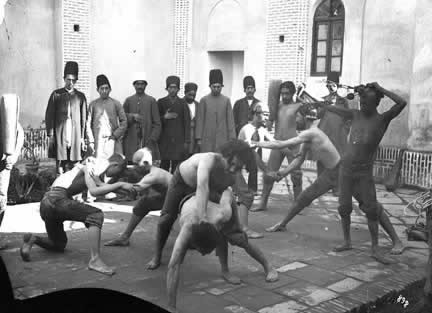
Zurchaneh im frühen 20. Jahrhundert: Pahlavaniringen

## Geschichte
Die Wurzeln von Zurchaneh und Varzesch-e Bastani lassen sich auf die vorislamische Zeit Irans zurückführen. Das Zurchaneh war ursprünglich ein Ort der körperlichen und geistigen Ertüchtigung. Nach der arabischen Eroberung Irans durften die traditionellen iranischen Sportarten für eine bestimmte Zeit nicht praktiziert werden: die Araber verstanden hierunter eine Art des kulturellen Widerstandes. Der ‚Sport der Helden‘ (Varzesch-e Pahlevani) wurde zur Zeit der Mongolenstürme vorwiegend im Untergrund ausgeübt und entwickelt. Im Laufe der Zeit passten sich die iranischen Traditionen der islamischen Kultur an, so auch die von Zurchaneh und Varzesch-e Bastani. Die Sportler sollen Glaubensstärke und absolute Loyalität gegenüber dem Propheten Mohammed und den Imamen erweisen.
Die Zurchanehs (persisch zurchāneh-hā) erlebten ihre Hoch-Zeit während der Safawidendynastie, als der schiitische Islam zur offiziellen Staatsreligion erklärt wurde. Nach Ulrich Gehrke (1976) fand dieses Ritual der Körperertüchtigung seinen Höhepunkt bereits im 14. Jahrhundert. Das Ideal des ritterlichen Helden Rostam aus Abūl-Qāsem-e Ferdousīs Nationalepos Schāhnāme, der Schutz- und Wehrlose verteidigt, gilt als moralische Grundlage der Körperertüchtigung. Im Zusammenhang mit der Erneuerung des iranischen Staates durch Reza Schah zu Beginn des 20. Jahrhunderts stieg das Interesse am traditionellen Zurchaneh.
2010 wurden die „Pahlevani- und Zurchaneh-Rituale“ Irans von der UNESCO in die Repräsentative Liste des immateriellen Kulturerbes der Menschheit aufgenommen.
2022 folgte Aserbaidschan mit „Pehlevanliq-Kultur: Traditionelle Zorkhana-Spiele, Sport und Ringen“ in die Liste.

## Aufbau eines Zurchaneh
Ein Zurchaneh ist ein Raum, in dessen Zentrum sich eine ein Meter tiefe achteckige Grube (گود gowd) mit einem Holzboden befindet. Der Sardam (سردم), der Platz des so genannten Morscheds, der die Sportler mit Gesang, Bechertrommel (tombak) und Glocke (zang-e zurchaneh) rhythmisch begleitet, auch religiöse Verse und mystische Geschichten vorträgt, ist häufig drei Stufen schräg oberhalb der Grube angeordnet. In neueren Zurchanehs sind rund um die Grube Sitzmöglichkeiten für Zuschauer und Medienvertreter vorhanden. Der nur Männer erlaubte Zutritt zu einem Zurchaneh erfolgt generell durch eine niedrig angelegte Eingangstür. Durch die gebückte Haltung beim Betreten der Sportstätte erweist ein jeder dem Zurchaneh und dessen Traditionen seinen Respekt.

## Rituale und Übungen

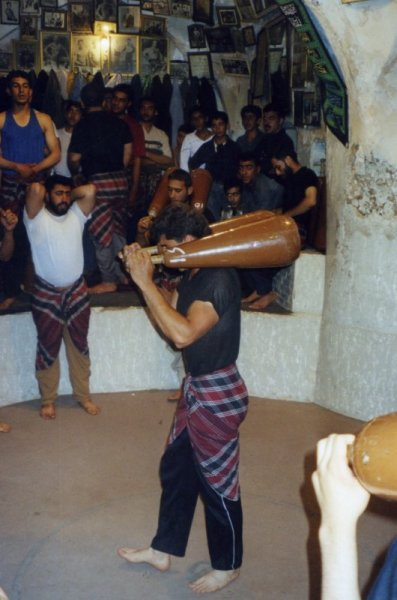
Aufwärmübung mit Holzkeulen (Mil)

Die Rituale und Traditionen der Varzesch-e Bastani entsprechen den Sufi-Orden, die sich in der verwendeten Terminologie wie Morsched ‚Meister‘, Pischkesvat ‚Führer‘, Tadsch ‚Krone‘ und Faghr ‚Armut‘ widerspiegeln. Die ethischen Grundlagen ähneln auch den Sufi-Idealen, wobei die „Reinheit des Herzens“ im Mittelpunkt steht.
Die Sportler trugen ursprünglich nur eine Hose, womit die Gleichheit symbolisiert wurde. Seit der Islamischen Revolution von 1979 müssen sie ihren Oberkörper bedecken. Jede Übungseinheit beginnt entweder mit einem Fürbittengebet für den islamischen Propheten Mohammed und seine Familie oder es werden Geschichten aus der vorislamischen iranischen Mythologie, insbesondere dem persischen Nationalepos Schāhnāme, vorgetragen. Im Anschluss daran erfolgen die Übungseinheiten, die größtenteils aus gymnastischen und freien Übungen bestehen. Die sportlichen Übungseinheiten beginnen mit Drehungen um die eigene Achse (چرخ زدن Tscharch zadan), die dem Drehtanz der Sufis entspricht, und in Kraft- und Geschicklichkeitsübungen übergehen. Schwingen und Jonglieren von Holzkeulen (میل Mil), die bis zu 40 kg schwer sind, das Stemmen von schweren Metallschilden (سنگ Sang) von bis zu 120 kg aus der Rückenlage, ebenso das Stemmen und Schwingen von schweren bogenförmigen Eisengewichten (کمان Kaman) gehören u. a. zu den Übungen. Die Einheiten enden traditionell mit dem so genannten Pahlavaniringen (کشتی پهلوانی Koschti Pahlavani). Pahlewane, oder Pahlavane, sind Meister im traditionellen iranischen Kraft- und Kampftraining, traditionell zudem Ehrenmänner, die sich heldenhaft für Nachbarn, Freunde und Verwandte starkmachen.

## Graduierung
Die Graduierung beginnt mit dem so genannten Notsche und endet mit dem höchsten Rang des so genannten Dschahan Pahlavan (persisch جهان پهلوان, ‚Weltheld‘):
1. Notsche (نوچه, ‚Anfänger‘): Ein junger Ringer, der in einem Zurchaneh ausgebildet wird
2. Nowchasteh (نوخاسته, ‚Fortgeschrittener Anfänger‘): Ein Nocheh, der seine Kenntnisse erweitert hat und auch in anderen Zurchanehs ausgebildet wird
3. Pahlavan (پهلوان, ‚Held‘): Ein Sportler, der sich durch Bescheidenheit und der Respekterweisung gegenüber Älteren, Morscheds und Stärkeren auszeichnet, der sich gegen Unterdrückung, Falschheit und Ungerechtigkeit zur Wehr setzt, der für Gerechtigkeit, Korrektheit und Vergebung steht
4. Pahlavan-e Zurdar (پهلوان زوردار, ‚Starker Held‘): Ein Meisterringkämpfer oder auch starker Mann
5. Pahlavan-e Keschvar (پهلوان کشور, ‚Nationalheld‘): Ein international bekannter Pahlavan und Ringkämpfer, der an Ringer-Weltmeisterschaften und/auch Olympischen Sommerspielen teilnimmt (z. B. Gholamreza Takhti, Imam-Ali Habibi), ein Pahlavan, der die Armbinde des Pahlavani gewonnen hat
6. Pahlevan-e Bozorg (پهلوان بزرگ, ‚Großer Meister und Held‘): Dieser Titel wurde bislang nur den Pahlavans Purya-ye Vali (13. Jahrhundert), Kabir-e Esfahani (15. Jahrhundert), Yazdi Bozrog (18. Jahrhundert) und Haj Seyed Hassan Razaz auch bekannt als Pahlavan Shoja'at (1853–1941) verliehen
7. Dschahan Pahlavan (جهان پهلوان, ‚Weltheld‘): Der höchste Titel eines Pahlavans und die größte Ehre, die bis dato nur Rostam und Gholamreza Takhti zuteilwurde

## Bekannte Pahlavane

### 651–1450 n. Chr.
- Abu Muslim
- Yaghoub-e Layth
- Babak Chorramdin
- Asad Kermani
- Abdol Razagh Bashtini
- Shirdel Kohnehsavar
- Mahmoud Kharazmi (Pouriya-ye Vali)
- Mohammad Abol-Seyed Abolkheyr
- Mahmoud Malani
- Darvish Mohammad Khorassani

### 1450–1795 n. Chr.
- Mirza Beyk-e Kashani
- Beyk-e Khorassani
- Hossein-e Kord
- Mir Baqer
- Jalal Yazdi
- Kabir-e Esfahani
- Kalb Ali Aqa Jar

### Neuzeit
- Haj Seyyed Hasan Razaz (Pahlavan Shoja'at)
- Ali Asghar Yazdi
- Haj Reza Qoli Tehrani
- Mohammad Mazar Yazdi
- Shaban Siyah Qomi
- Yazdi Bozrog
- Akbar Khorassani
- Abolghasem Qomi
- Hossein Golzar-e Kermanshahi
- Sadegh-e Qomi
- Mirza Hashem Akbarian Tefaghi
- Yazdi Kouchak
- Aziz Khan Rahmani Kurdestani

### Medaillengewinner

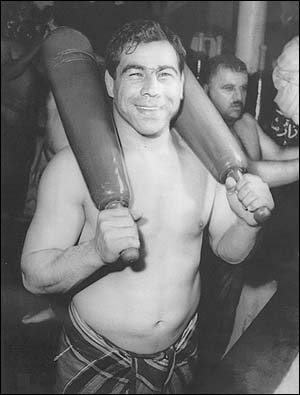
Jahan Pahlavan Takhti bei der Mil-Übung

Folgende Pahlavane haben bei Ringer-Weltmeisterschaften und Olympischen Sommerspielen Medaillen gewonnen:
- Gholamreza Takhti
- Nasser Givehchi
- Mohammad Ali Khojastepour
- Imam-Ali Habibi
- Mohammad Mehdi Yaghoubi
- Abdollah Movahed
- Mansour Barzegar
- Askari Mohammadian
- Amir Reza Khadem
- Rasoul Khadem
- Abbas Jadidi
- Alireza Dabir
- Alireza Rezaei
- Morad Mohammadi

## Wissenswertes
Im Rahmen der TreX-Games Busan 2008, die vom 26. September bis zum 2. Oktober 2008 in Busan ausgetragen wurden, fand die erste Weltmeisterschaft im Zurchaneh-Sport (Varezesch-e Bastani) statt. Bei diesem Wettbewerb traten 310 Sportler aus 30 Nationen an, die drei besten Athleten wurden mit Gold, Silber oder Bronze ausgezeichnet.